# Łańcuchówka

Łańcuchówka – schemat

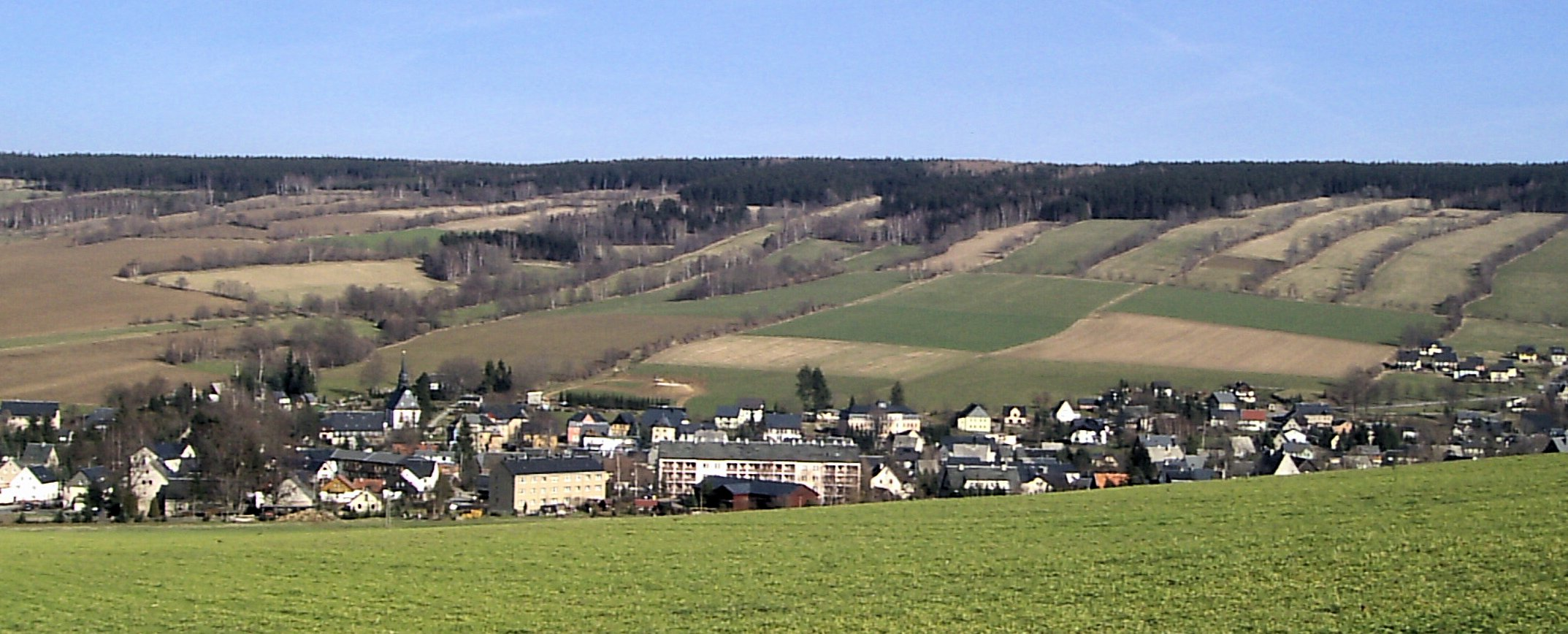
Königswalde, wieś leśno-łanowa

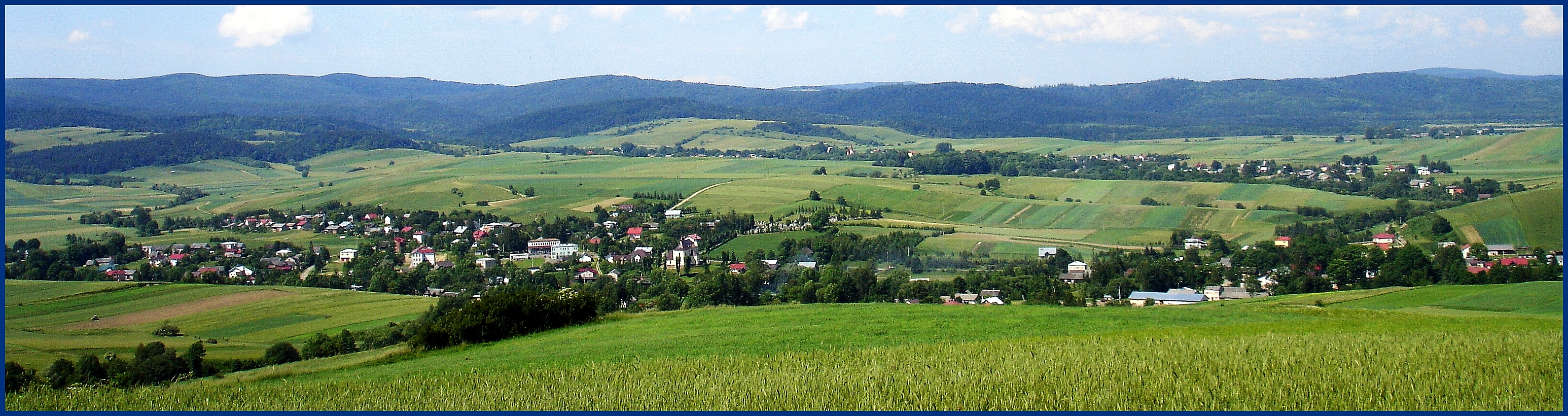
Nowotaniec, wieś leśno-łanowa

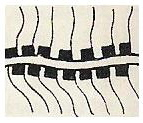
Układ zabudowy wsi w formie tzw. łańcuchówki, XII–XV w.

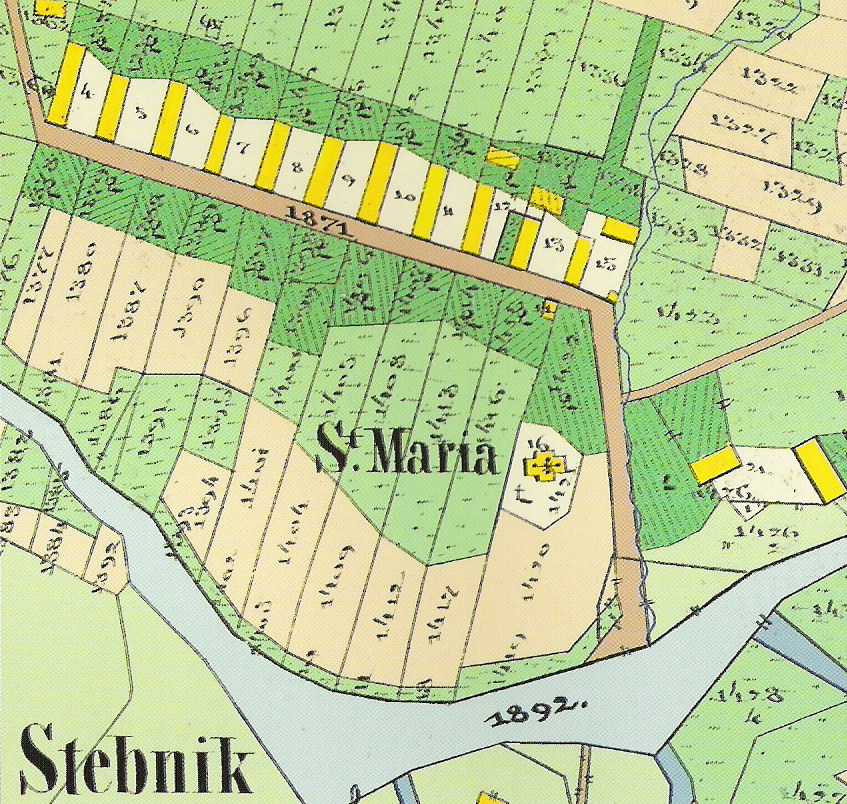
Wieś Stebnik, układ zabudowy, mapa katastralna z r. 1852

Łańcuchówka (wieś leśno-łanowa) – typ wsi zakładanej w średniowieczu na prawie niemieckim (Waldhufendorf osadnictwo saksońskie) na zalesionych obszarach górskich. Forma ta była rozpowszechniona w okresie kolonizacji przedkarkonoskiej części Śląska, południowej Małopolski oraz Rusi Halickiej (XII–XV wiek).
Zagrody znajdowały się po jednej lub obu stronach drogi, która przebiegała zazwyczaj dnem doliny wzdłuż rzeki bądź strumienia. Każda zagroda zbudowana była na własnym łanie wykarczowanego pola, który odchodził od głównej drogi. W odróżnieniu od owalnic i ulicówek w łańcuchówkach pola nie były dzielone na niwy w systemie trójpolówki. Za polami łan przechodził w należący do tego samego gospodarza płat lasu (stąd druga nazwa wieś leśno-łanowa), który biegł aż do działu wód stanowiącego granicę wsi.
Łańcuchówki upowszechniały się w Polsce od XV wieku. Również w okresie tzw. kolonizacji józefińskiej (XVIII/XIX wieku) osady zakładane są w układzie łańcuchowej zabudowy wsi. Gwarowo osady śródleśne to huby, kąty, majdany. Pozostałości dawnych określeń do dzisiaj widoczne są w nazwach miejscowości.

## Przykłady
Hedwiżyn, Kamienica, Kochanów, Lesica, Rybnica Leśna, Siedlęcin, Sławnikowice, Ubocze, Steinfels.